# Viktor Gordiouk
Viktor Iossifovitch Gordiouk - en russe Виктор Иосифович Гордиюк (Viktor Iosifovič Gordiûk) - (né le 11 avril 1970 à Odintsovo en URSS) est un joueur professionnel russe de hockey sur glace. Il évolue au poste d'ailier.

## Carrière de joueur
En 1986, il commence sa carrière avec les Krylia Sovetov dans le championnat d'URSS. Il est choisi en 1990 au cours du repêchage d'entrée dans la Ligue nationale de hockey par les Sabres de Buffalo en 7e ronde, en 142e position. Il a évolué en Allemagne et Finlande avant de partir en Amérique du Nord. Il part en Amérique du Nord en 1992 et débute dans la LNH. Il a remporté la Coupe Turner 1996 avec les Grizzlies de l'Utah. Il a joué plusieurs saisons en Allemagne avec le Düsseldorfer EG avant de revenir en Russie. Il décroche la Vyschaïa Liga 2005 avec le HK MVD. Il met un terme à sa carrière en 2009.

## Carrière internationale
Il a représenté l'URSS au niveau international.

## Statistiques

### En club
| Saison     | Équipe                  | Ligue         |    | Saison régulière | Saison régulière | Saison régulière | Saison régulière | Saison régulière |    | Séries éliminatoires | Séries éliminatoires | Séries éliminatoires | Séries éliminatoires | Séries éliminatoires |
| Saison     | Équipe                  | Ligue         | PJ | B                | A                | Pts              | Pun              | PJ               | B  | A                    | Pts                  | Pun                  |                      |                      |
| 1986-1987  | Krylia Sovetov          | URSS          | 2  | 0                | 0                | 0                | 0                |                  |    |                      |                      |                      |                      |                      |
| 1987-1988  | Krylia Sovetov          | URSS          | 26 | 2                | 2                | 4                | 6                |                  |    |                      |                      |                      |                      |                      |
| 1988-1989  | Krylia Sovetov          | URSS          | 41 | 5                | 1                | 6                | 10               |                  |    |                      |                      |                      |                      |                      |
| 1989-1990  | Krylia Sovetov          | URSS          | 48 | 11               | 4                | 15               | 24               |                  |    |                      |                      |                      |                      |                      |
| 1990-1991  | Krylia Sovetov          | URSS          | 46 | 12               | 10               | 22               | 22               |                  |    |                      |                      |                      |                      |                      |
| 1991-1992  | Krylia Sovetov          | Superliga     | 36 | 15               | 5                | 20               | 20               |                  |    |                      |                      |                      |                      |                      |
| 1992-1993  | Americans de Rochester  | LAH           | 35 | 11               | 14               | 25               | 8                | 17               | 9  | 9                    | 18                   | 4                    |                      |                      |
| 1992-1993  | Sabres de Buffalo       | LNH           | 16 | 3                | 6                | 9                | 0                | --               | -- | --                   | --                   | --                   |                      |                      |
| 1993-1994  | Americans de Rochester  | LAH           | 74 | 28               | 39               | 67               | 26               | 4                | 3  | 0                    | 3                    | 2                    |                      |                      |
| 1994-1995  | Americans de Rochester  | LAH           | 63 | 31               | 30               | 61               | 36               | 3                | 0  | 2                    | 2                    | 0                    |                      |                      |
| 1994-1995  | Sabres de Buffalo       | LNH           | 10 | 0                | 2                | 2                | 0                | --               | -- | --                   | --                   | --                   |                      |                      |
| 1995-1996  | Ice Dogs de Los Angeles | LIH           | 68 | 17               | 44               | 61               | 53               | --               | -- | --                   | --                   | --                   |                      |                      |
| 1995-1996  | Grizzlies de l'Utah     | LIH           | 13 | 4                | 4                | 8                | 6                | 22               | 4  | 6                    | 10                   | 14                   |                      |                      |
| 1996-1997  | Düsseldorfer EG         | DEL           | 47 | 20               | 16               | 36               | 26               |                  |    |                      |                      |                      |                      |                      |
| 1997-1998  | Düsseldorfer EG         | DEL           | 46 | 14               | 17               | 31               | 20               |                  |    |                      |                      |                      |                      |                      |
| 1998-1999  | Düsseldorfer EG         | 1. bundesliga | 65 | 36               | 59               | 95               | 46               |                  |    |                      |                      |                      |                      |                      |
| 1999-2000  | Düsseldorfer EG         | 2.bundesliga  | 61 | 26               | 41               | 67               | 99               |                  |    |                      |                      |                      |                      |                      |
| 2000-2001  | Düsseldorfer EG         | DEL           | 60 | 17               | 13               | 30               | 32               | --               | -- | --                   | --                   | --                   |                      |                      |
| 2001-2002  | Salavat Ioulaïev Oufa   | Superliga     | 18 | 1                | 5                | 6                | 8                |                  |    |                      |                      |                      |                      |                      |
| 2001-2002  | Krylia Sovetov          | Superliga     | 29 | 8                | 9                | 17               | 45               |                  |    |                      |                      |                      |                      |                      |
| 2002-2003  | Krylia Sovetov          | Superliga     | 29 | 4                | 4                | 8                | 22               | --               | -- | --                   | --                   | --                   |                      |                      |
| 2002-2003  | Dinamo Moscou           | Superliga     | 9  | 0                | 2                | 2                | 2                | --               | -- | --                   | --                   | --                   |                      |                      |
| 2003-2004  | HK Spartak Moscou       | Vyschaïa Liga | 54 | 17               | 19               | 36               | 24               | 13               | 1  | 6                    | 7                    | 0                    |                      |                      |
| 2004-2005  | HK MVD                  | Vyschaïa Liga | 51 | 13               | 22               | 35               | 32               | 13               | 3  | 7                    | 10                   | 6                    |                      |                      |
| 2005-2006  | Krylia Sovetov          | Vyschaïa Liga | 38 | 10               | 19               | 29               | 16               | 17               | 5  | 5                    | 10                   | 40                   |                      |                      |
| 2006-2007  | Khimik Voskressensk     | Vyschaïa Liga | 44 | 16               | 26               | 42               | 56               |                  |    |                      |                      |                      |                      |                      |
| 2008-2009  | Khimik Voskressensk     | KHL           | 38 | 9                | 11               | 20               | 30               | --               | -- | --                   | --                   | --                   |                      |                      |
| 2008-2009  | SKA Saint-Pétersbourg   | KHL           | 13 | 3                | 1                | 4                | 24               | 3                | 0  | 1                    | 1                    | 4                    |                      |                      |
| 2009-2010  | Khimik Voskressensk     | Vyschaïa Liga | 48 | 9                | 26               | 35               | 40               | -                | -  | -                    | -                    | -                    |                      |                      |
| Totaux LNH | Totaux LNH              | Totaux LNH    | 26 | 3                | 8                | 11               | 0                |                  |    |                      |                      |                      |                      |                      |